# Эндино, Джек
Джек Эндино (род. в 1964 году) — американский продюсер и музыкант, базирующийся в Сиэтле, США. Долгое время ассоциировался с лейблом Sub Pop и движением гранж. Эндино работал над знаковыми альбомами таких групп, как Mudhoney, Soundgarden и Nirvana. Эндино также был гитаристом группы Skin Yard, в период с 1985 по 1992 год. В настоящее время Эндино управляет студией в Сиэтле под названием Soundhouse Recording.
В 1985 году Эндино и Дэниел Хаус основали влиятельную гранж-группу Skin Yard. Хотя первоначально он был барабанщиком, Эндино играл на гитаре, а Мэтт Кэмерон играл на барабанах, пока не ушел в Soundgarden. В 1986 году две песни Skin Yard вошли в легендарную компиляцию C/Z Records Deep Six. В июле 1986 года Эндино оставил свою студию в подвале, чтобы основать Reciprocal Recording совместно с Крисом Ханзеком, звукорежиссёром Deep Six. Здесь он использовал свои навыки самоучки для записи и микширования дебютного альбома Skin Yard 1987 года. Его талант и низкие гонорары предопределили его дальнейшую работу инженером для многих сиэтлских групп, а в 1988 году он записал дебютный альбом Nirvana Bleach всего за 30 часов и 606,17 долларов, используя 8-дорожечную аппаратуру. Альбом получил известность в андеграунде, а после успеха пластинки Nevermind 1991 года стал платиновым. После того, как Reciprocal Recording была закрыта в июле 1991 года, Эндино продолжил работать независимым продюсером и инженером, выпустив несколько альбомов, включая Skunkworks Брюса Дикинсона. Он появился в документальном фильме Hype! 1996 года, где был охарактеризован как «крестный отец гранжа». Эндино также дал подробное интервью для книги 2009 года: «Гранж мертв: устная история рок-музыки в Сиэтле».
В 1989 году Endino выпустил свой первый сольный альбом Angle of Attack. Skin Yard распались в 1992 году, а в 1993 году Эндино выпустил второй сольный альбом Earthworm Эндино. В октябре 2005 года он выпустил третий сольник, Permanent Fatal Error. В настоящее время Эндино является вторым гитаристом в группе Kandi Coded, в которой также работает сноубордист Volcom pro Jamie Lynn. Он также играет на басу в сиэттлской группе Slippage. В марте 2013 года Fin Records выпустили EP Endino, Rumble с обложкой апрельского сингла 1958 года «Rumble» от Link Wray & His Ray Men. С 2015 года Эндино — лидер-гитарист в рок-группе MKB ULTRA в Сиэтле, а также выступает с импровизационным трио Beyond Captain Orca.